# 魔法门IV：星云之谜
《魔法门IV：星云之谜》（又译作、，英文缩写）是由New World Computing制作组开发，于1992年发行，运行于MS-DOS、Mac等平台的一款RPG角色扮演类游戏。它是魔法门系列游戏的第四版，剧情接在《魔法门III：幻岛历险记》之后。